# Dabney Coleman
Dabney Wharton Coleman (Austin, 3 gennaio 1932 – Santa Monica, 16 maggio 2024) è stato un attore statunitense.

## Biografia
Attivo sul piccolo e grande schermo dal 1961, Coleman divenne un volto noto della TV dopo aver preso parte a svariate produzioni, molte volte come caratterista o co-protagonista di singoli episodi, ma spesso anche facendo parte del cast principale.

## Vita privata
Nel 1957 Coleman sposò Ann Courtney Harrel, da cui divorziò nel 1959. Dal loro breve matrimonio nacque la figlia Meghan. Si risposò nel 1961 con l'attrice Jean Hale e da lei ebbe tre figli: Kelly Johns, Randy e Quincy. Divorziarono nel 1984. Appassionato giocatore di tennis, vinse anche diversi tornei organizzati per beneficenza e giocati fra diverse celebrità dello spettacolo.
Accanito fumatore, ebbe di conseguenza diversi problemi di salute, compreso un cancro alla gola.

## Filmografia parziale

### Attore

#### Cinema
- La vita corre sul filo (The Slender Thread), regia di Sydney Pollack (1965)
- Questa ragazza è di tutti (This Property Is Condemned), regia di Sydney Pollack (1966)
- Joe Bass l'implacabile (The Scalphunters), regia di Sydney Pollack (1968)
- Gli spericolati (Downhill Racer), regia di Michael Ritchie (1969)
- Amo mia moglie (I Love My Wife), regia di Mel Stuart (1970)
- Un grande amore da 50 dollari (Cinderella Liberty), regia di Mark Rydell (1973)
- Il ragazzo del mare (The Dove), regia di Charles Jarrott (1974)
- L'inferno di cristallo (The Towering Inferno), regia di Irwin Allen e John Guillermin (1974)
- Stringi i denti e vai! (Bite the Bullet), regia di Richard Brooks (1975)
- Una finestra sul cielo (The Other Side of the Mountain), regia di Larry Peerce (1975)
- La battaglia di Midway (Midway), regia di Jack Smight (1976)
- Rolling Thunder, regia di John Flynn (1977)
- Le strabilianti avventure di Superasso (Viva Knievel!), regia di Gordon Douglas (1977)
- I mastini del Dallas (North Dallas Forty), regia di Ted Kotcheff (1979)
- Una volta ho incontrato un miliardario (Melvin and Howard), regia di Jonathan Demme (1980)
- Niente di personale (Nothing Personal), regia di George Bloomfield (1980)
- Ladre e contente (How to Beat the High Cost of Living), regia di Robert Scheerer (1980)
- Dalle 9 alle 5... orario continuato  (Nine to Five), regia di Colin Higgins (1980)
- Sul lago dorato (On Golden Pond), regia di Mark Rydell (1981)
- Tootsie, regia di Sydney Pollack (1982)
- L'ospedale più pazzo del mondo (Young Doctors in Love), regia di Garry Marshall (1982)
- Wargames - Giochi di guerra (WarGames), regia di John Badham (1983)
- La finestra sul delitto (Cloak & Dagger), regia di Richard Franklin (1984)
- L'uomo con la scarpa rossa (The Man with One Red Shoe), regia di Stan Dragoti (1985)
- La retata (Dragnet), regia di Tom Mankiewicz (1987)
- Dalla parte del cuore (Where the Heart Is), regia di John Boorman (1990)
- Come è difficile farsi ammazzare (Short Time), regia di Gregg Champion (1990)
- A Beverly Hills... signori si diventa (The Beverly Hillbillies), regia di Penelope Spheeris (1993)
- Amos & Andrew, regia di  E. Max Frye (1993)
- Ma chi me l'ha fatto fare! (Clifford), regia di Paul Flaherty (1994)
- C'è posta per te (You've Got Mail), regia di Nora Ephron (1998)
- L'Ispettore Gadget (Inspector Gadget), regia di David Kellogg (1999)
- Moonlight Mile - Voglia di ricominciare (Moonlight Mile), regia di Brad Silberling (2002)
- Domino, regia di Tony Scott (2005)
- L'eccezione alla regola (Rules Don't Apply), regia di Warren Beatty (2016)

#### Televisione
- Ben Casey – serie TV, episodio 2x26 (1963)
- L'ora di Hitchcock (The Alfred Hitchcock Hour) – serie TV, episodio 1x30 (1963)
- Sotto accusa (Arrest and Trial) – serie TV, episodio 1x10 (1963)
- I giorni di Bryan (Run for Your Life) – serie TV, episodio 2x22 (1967)
- Iron Horse – serie TV, episodio 2x15 (1967)
- Bonanza – serie TV, episodi 10x11-11x10 (1968-1969)
- La congiura (The Brotherhood of the Bell), regia di Paul Wendkos – film TV (1970)
- Ironside – serie TV (1973)
- Savage, regia di Steven Spielberg – film TV (1973)
- Cannon – serie TV (1973-1976)
- F.B.I. (The F.B.I.) – serie TV, 9 episodi (1965-1974)
- Le strade di San Francisco (The Streets of San Francisco) – serie TV (1974-1976)
- Sulle strade della California (Police Story) – serie TV (1976)
- Quincy (Quincy M.E.) – serie TV, episodio 2x08 (1977)
- Maneaters Are Loose!, regia di Timothy Galfas – film TV (1978)
- Un professore alle elementari (Drexell's Class) – serie TV (1991-1992)
- Colombo (Columbo) – serie TV, episodio 10x03 (1991)
- Omicidio a Manhattan (Exiled), regia di Jean de Segonzac – film TV (1998)
- The Guardian – serie TV, 67 episodi (2001-2004)
- Courting Alex – sitcom, 13 episodi (2006)
- Heartland – serie TV, 6 episodi (2007)
- Law & Order - Unità vittime speciali (Law & Order: Special Victims Unit) – serie TV, episodio 10x13 (2009)
- Boardwalk Empire - L'impero del crimine (Boardwalk Empire) – serie TV, 24 episodi (2010-2011)
- NCIS - Unità anticrimine (NCIS) – serie TV, episodio 16x12 (2019)
- Yellowstone – serie TV, episodio 2x10 (2019)

### Doppiatore
- Ricreazione (Disney's Recess) – serie animata, 13 episodi (1997-1999)

## Doppiatori italiani
Nelle versioni in italiano delle opere in cui ha recitato, Dabney Coleman è stato doppiato da:
- Carlo Reali in Un papà da prima pagina, La retata, Law & Order - Unità vittime speciali, NCIS - Unità anticrimine
- Vittorio Di Prima in Sentenza pericolosa, The Guardian, Courting Alex
- Dario Penne in C'è posta per te, L'eccezione alla regola
- Manlio De Angelis ne La vita corre sul filo
- Rino Bolognesi in Love Boat
- Giancarlo Maestri in Dalle 9 alle 5... orario continuato
- Renato Cortesi in Sul lago dorato
- Pino Locchi in Tootsie
- Sergio Fiorentini in Wargames - Giochi di guerra
- Sergio Rossi in L'uomo con la scarpa rossa
- Sandro Iovino ne Il ritorno di Colombo
- Saverio Moriones in Un professore alle elementari
- Diego Reggente in Caccia al tesoro
- Paolo Buglioni in Com'è difficile farsi ammazzare
- Pietro Biondi in A Beverly Hills... signori si diventa
- Michele Kalamera in Amos & Andrew
- Giorgio Lopez in Ma chi me l'ha fatto fare!
- Dario De Grassi in Sfida incrociata
- Franco Zucca in L'ispettore Gadget
- Angelo Nicotra in Moonlight Mile - Voglia di ricominciare
- Bruno Alessandro in Domino
- Dante Biagioni in Boardwalk Empire - l'impero del crimine
- Gerolamo Alchieri in Yellowstone

Da doppiatore è stato sostituito da:
- Vittorio Battarra in Ricreazione, RicreAzione - Stiamo crescendo